# Pyrausta dapalis
Pyrausta dapalis is een vlinder van de familie van de grasmotten (Crambidae). De wetenschappelijke naam van deze soort is voor het eerst voorgesteld als Botis dapalis door Augustus Radcliffe Grote in een publicatie uit 1881.

## Verspreiding
De soort komt in de Verenigde Staten voor (voornamelijk in het westen).

## Waardplanten
De rups leeft op diverse soorten Salvia.